# 白川町立大山中学校
白川町立大山中学校（しらかわちょうりつ おおやまちゅうがっこう）は、かつて岐阜県加茂郡白川町にあった公立中学校。

## 概要
- 大山小学校に併設され、大山小中学校とも称した。

## 沿革
- 1947年（昭和22年）4月 - 西白川村立大山中学校として開校。西白川村立大山小学校に併設。
- 1953年（昭和28年）4月1日 - 西白川村が町制施行し、白川町となる。同時に白川町立大山中学校に改称する。
- 1955年（昭和30年）4月1日　-
  - 白山地区の一部（田島地区）が益田郡金山町に編入され、田島地区の生徒は大山中学校から金山町立濃斐中学校へ移る。
  - 白川町の校区変更により、河東地区の一部（葛牧地区）の生徒が大山中学校から坂ノ東中学校へ移る。
- 1962年（昭和37年）4月1日 - 白川町の3つの中学校（白川中〈旧〉・大山中・坂ノ東中）を統合し、白川中学校の新設により廃校。名目上の統合であり、旧・大山中学校は白川中学校大山教室となる。
- 1964年（昭和39年）4月 - 大山教室を廃止。